# Nieuwe Kerk de Delft
Pour les articles homonymes, voir Nieuwe Kerk.

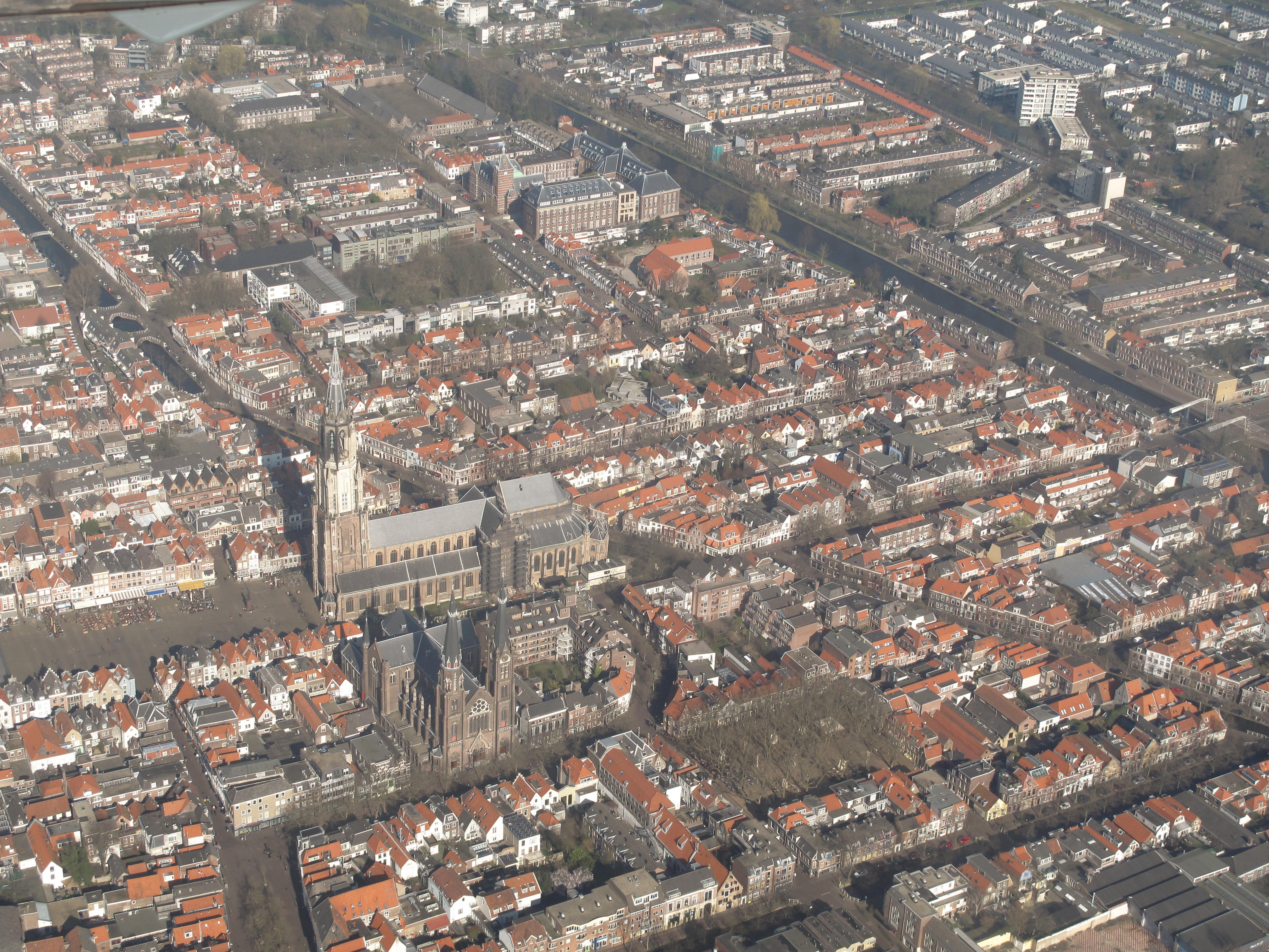
Delft, église (de Nieuwe Kerk) dans le centre.

La Nieuwe Kerk de Delft (en français « Église Neuve ») est une église protestante de style gothique construite de 1384 à 1496 à Delft (province de Hollande-Méridionale) aux Pays-Bas, après l'église Oude Kerk, construite en 1246.
La Nieuwe Kerk est la nécropole de la maison d'Orange-Nassau, issue de Guillaume le Taciturne (1533-1584), régnant actuellement sur les Pays-Bas.

## Situation
L'église se trouve sur la place Grote Markt (nl), face à l'ancien hôtel de ville.
Elle est bordée par les rues Oude Langendijk et Kerkstraat (Rue de l'église).

## Description
Son clocher de brique et pierre blanche, surmonté d'une flèche culminant à 108,75 m, est quadrangulaire à la base et octogonal au sommet. Sa tour est la deuxième plus haute tour d'édifices religieux néerlandais, après celle de la cathédrale Saint-Martin d'Utrecht qui culmine à 112 mètres.

## Histoire
Une première église en bois est construite en 1381, puis des travaux pour réaliser un édifice en pierre commencent en 1384 et s'achèvent en 1496. 
L'église est endommagée par un incendie en 1536, puis lors de la crise iconoclaste de 1566, prélude à l'insurrection contre Philippe II.
Elle est affectée au culte protestant en 1572, date à laquelle le comté de Hollande prend le parti des insurgés (les « gueux »), Delft devenant le siège du quartier général de Guillaume le Taciturne, premier prince d'Orange de la maison de Nassau et chef militaire de l'insurrection.
Elle est endommagée par une explosion accidentelle en 1654. 
Les verrières colorées du transept et du large déambulatoire (1927-1936) sont dues à Willem Adriaan van Konijnenburg (1868-1943). 
Dans l'aile nord du transept, le vitrail de Grotius (1583-1645), juriste originaire de Delft, est l'œuvre du maitre verrier Joep Nicolas (1897-1972).

## Nécropole de la maison d'Orange-Nassau

### La maison d'Orange-Nassau (de 1544 à nos jours)
Cette maison est issue de Guillaume Ier, dit Guillaume le Taciturne (1533-1584), devenu prince d'Orange en 1544 et nommé stathouder de Hollande, de Zélande et d'Utrecht en 1559. En 1568, il se place à la tête de l'insurrection des Pays-Bas contre Philippe II, et est à l'origine de la création des Provinces-Unies en 1581. Par la suite, ses descendants ou collatéraux occupent presque toujours les fonctions de stathouder jusqu'à la disparition de la république en 1795. 
La ligne directe (masculine) issue de Guillaume le Taciturne s'éteint en 1702 avec Guillaume III, stathouder et roi d'Angleterre. Les difficultés de sa succession à la tête de la principauté d'Orange (entre deux branches de la maison de Nassau) aboutissent en 1713 à la cession de ce territoire (enclavé entre la France et le Comtat Venaissin) à la France (traité d'Utrecht) à la fin de la guerre de Succession d'Espagne. Mais le titre de prince d'Orange peut être utilisé par une branche de Nassau liée au royaume de Prusse.
En 1815, après la chute de Napoléon et le congrès de Vienne, cette branche devient la famille royale néerlandaise, d'abord à la tête du royaume uni des Pays-Bas, incluant les anciennes Provinces-Unies et les anciens Pays-Bas autrichiens, puis du royaume des Pays-Bas après la sécession de la Belgique en 1830.

### Le mausolée de Guillaume le Taciturne
Nombre de membres de la maison d'Orange-Nassau ont été inhumés dans la Nieuwe Kerk depuis Guillaume le Taciturne, dont le mausolée s'élève dans le chœur, au-dessus du caveau royal. Cet édifice Renaissance en marbre et pierre a été exécuté par Hendrick de Keyser de 1614 à 1621. Au centre d'un péristyle cantonné de grandes allégories, le prince est étendu en costume de parade, sous le regard d'une Renommée de bronze. À ses pieds figure son chien fidèle qui lui a un jour sauvé la vie. À la tête du gisant de marbre, une statue de bronze représente le prince en armure.
Au centre du chœur, l'entrée du caveau des Orange-Nassau est signalée par une grande dalle blasonnée.

### Tombeaux de l'ancien caveau

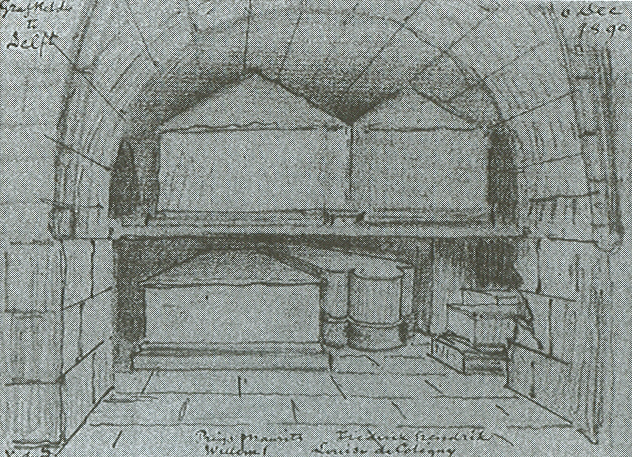
Vue de l'ancien caveau vers 1890.

1. Guillaume Ier d'Orange-Nassau (24 avril 1533 - 10 juillet 1584), dit « Guillaume le Taciturne », prince d'Orange (1544-1584), stathouder de Hollande et Frise occidentale, de Zélande et d'Utrecht (1559-1567[3] et 1581-1584)
2. Louise de Coligny (23 septembre 1555 - 13 novembre 1620)  (quatrième épouse de Guillaume Ier d'Orange-Nassau)
3. Maurice de Nassau (14 novembre 1567 - 23 avril 1625), prince d'Orange, stathouder de Hollande, de Zélande, d'Utrecht, de Gueldre et d'Overijssel (1585-1625)   (fils de Guillaume Ier)
4. Élisabeth de Nassau (1630 - 4 août 1630)  (fille de Frédéric-Henri d'Orange-Nassau)
5. Isabelle-Charlotte de Nassau (1632 - avril 1642)  (fille de Frédéric-Henri d'Orange-Nassau)
6. Frédéric-Henri d'Orange-Nassau (29 janvier 1584 - 14 mars 1647), prince d'Orange, stathouder de Hollande, de Zélande, d'Utrecht, de Gueldre, d'Overijssel, de Drenthe et de Groningue (1625-1647)  (fils de Guillaume Ier)
7. Catherine-Belgique d'Orange-Nassau (31 juillet 1578 - 12 avril 1648)  (fille de Guillaume Ier d'Orange-Nassau)
8. Amélie de Solms-Braunfels (31 aout 1602 - 8 septembre 1675)  (épouse de Frédéric-Henri d'Orange-Nassau)

Trois personnes non identifiées se trouvent dans l'ancien caveau, dont deux sont vraisemblablement : 
1. Henriëtte Amalia de Nassau (1628 - décembre 1628)  (fille de Frédéric-Henri d'Orange-Nassau)
2. Henri-Louis de Nassau (30 novembre 1639 - 29 décembre 1639)  (fils de Frédéric-Henri d'Orange-Nassau)

### Tombeaux du nouveau caveau

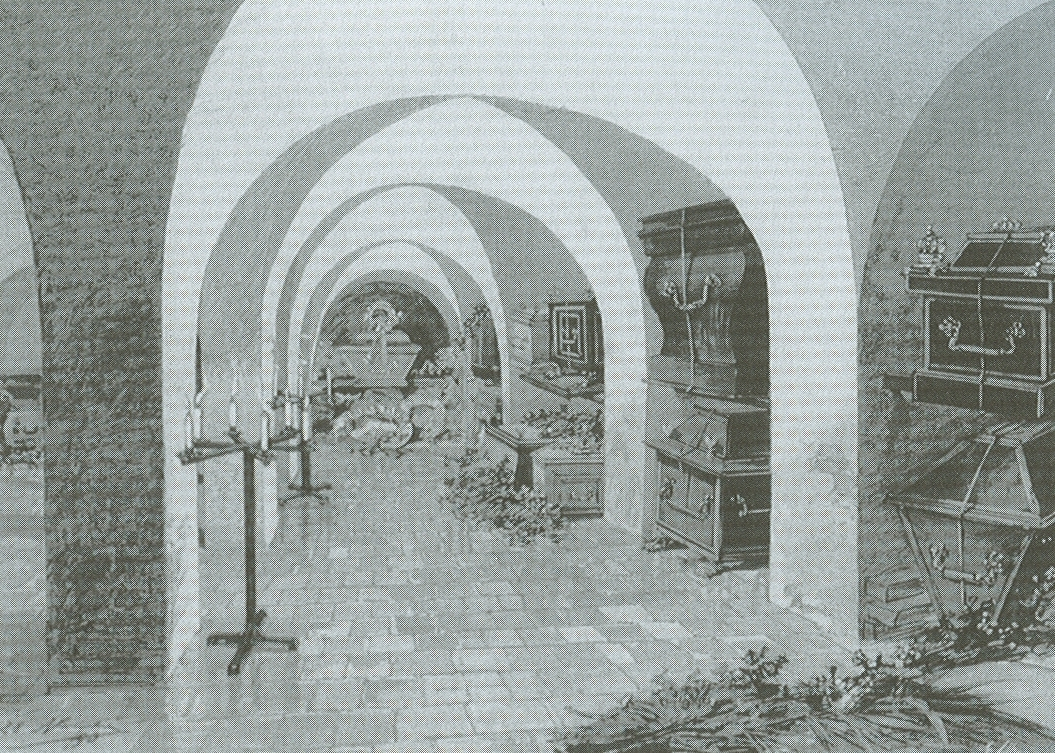
Vue du nouveau caveau vers 1890.

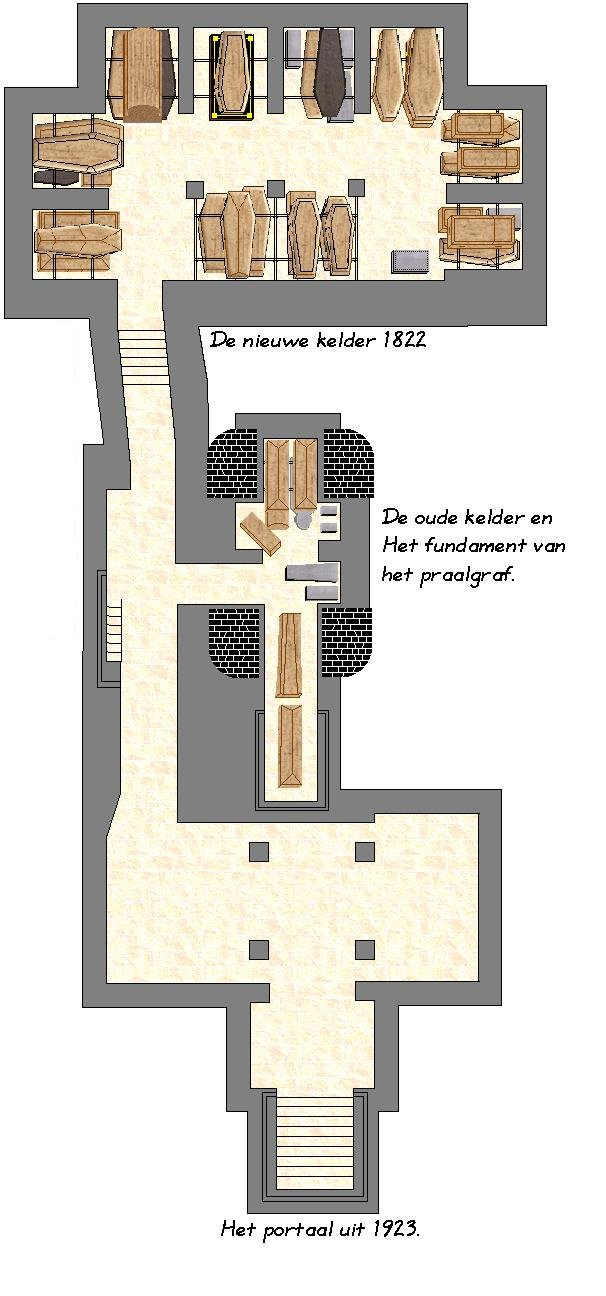
Plan de la crypte royale.

1. Guillaume II d'Orange-Nassau (27 mai 1626 - 6 novembre 1650), prince d'Orange, stathouder général[4] des Provinces-Unies (fils de Frédéric-Henri d'Orange-Nassau et d'Amélie de Solms-Braunfels)
2. Guillaume IV d'Orange-Nassau (1er septembre 1711 - 22 octobre 1751), stathouder général des Provinces-Unies (fils de Jean Guillaume Friso d'Orange et de Marie Louise de Hesse-Cassel)
3. Anne de Hanovre (2 novembre 1709 - 12 janvier 1759), princesse consort d'Orange (épouse de Guillaume IV d'Orange-Nassau)
4. Princesse sans nom (mort-née le 19 décembre 1736) (fille de Guillaume IV d'Orange-Nassau et d'Anne de Hanovre)
5. Georges Guillaume de Nassau-Weilburg (18 décembre 1760 - 27 mai 1762), prince de Nassau-Weilburg  (fils de Charles Christian de Nassau-Weilburg et de Caroline d'Orange-Nassau, petit-fils de Guillaume IV d'Orange-Nassau et d'Anne de Hanovre)
6. Princesse sans nom (mort-née le 21 octobre 1767) (fille de Charles Christian de Nassau-Weilburg et de Caroline d'Orange-Nassau, petite-fille de Guillaume IV d'Orange-Nassau et d'Anne de Hanovre)
7. Guillaume V d'Orange-Nassau (8 mars 1748 - 9 avril 1806), stathouder général des Provinces-Unies (fils de Guillaume IV d'Orange-Nassau et d'Anne de Hanovre)
8. Wilhelmine de Prusse, princesse consort d'Orange (7 août 1751 - 9 juin 1820) (épouse de Guillaume V d'Orange-Nassau)
9. Prince sans nom (23 mars 1769 - 24 mars 1769) (fils de Guillaume V d'Orange-Nassau et de Wilhelmine de Prusse)
10. Louise Frédérique Wilhelmine d'Orange-Nassau (28 novembre 1770 - 15 octobre 1819), princesse de Brunswick-Wolfenbüttel (fille de Guillaume V d'Orange-Nassau et de Wilhelmine de Prusse, épouse de Charles-Georges-Auguste de Brunswick-Wolfenbüttel)
11. Guillaume-Georges-Frédéric d'Orange-Nassau (15 février 1774 - 6 janvier 1799), prince d'Orange-Nassau (fils de Guillaume V d'Orange-Nassau et de Wilhelmine de Prusse)
12. Guillaume Ier des Pays-Bas (24 août 1772 - 12 décembre 1843), roi des Pays-Bas (1815-1843), grand-duc de Luxembourg (fils de Guillaume V d'Orange-Nassau et de Wilhelmine de Prusse)
13. Wilhelmine de Prusse (18 novembre 1774 - 12 octobre 1837), reine consort des Pays-Bas, grande-duchesse consort de Luxembourg  (première épouse de Guillaume Ier des Pays-Bas)
14. Frédéric d'Orange-Nassau (28 février 1797 - 8 septembre 1881), prince des Pays-Bas, de Luxembourg et d'Orange-Nassau (fils de Guillaume Ier des Pays-Bas et de Wilhelmine de Prusse)
15. Louise de Prusse (1er février 1808 - 6 décembre 1870), princesse des Pays-Bas, de Luxembourg et d'Orange-Nassau (épouse de Frédéric d'Orange-Nassau)
16. Guillaume Frédéric Nicolas Charles d'Orange-Nassau (6 juillet 1833 - 1er novembre 1834), prince des Pays-Bas et d'Orange-Nassau  (fils de Frédéric d'Orange-Nassau et de Louise de Prusse)
17. Guillaume Frédéric Nicolas Albert d'Orange-Nassau (22 août 1836 - 23 janvier 1846), prince des Pays-Bas et d'Orange-Nassau (fils de Frédéric d'Orange-Nassau et de Louise de Prusse)
18. Pauline d'Orange-Nassau (1er mars 1800 - 22 décembre 1806), princesse d'Orange-Nassau (fille de Guillaume Ier des Pays-Bas et de Wilhelmine de Prusse)
19. Guillaume II des Pays-Bas (6 décembre 1792 - 17 mars 1849), roi des Pays-Bas, grand-duc de Luxembourg (fils de Guillaume Ier des Pays-Bas et de Wilhelmine de Prusse)
20. Anna Pavlovna de Russie (18 janvier 1795 - 1er mars 1865), reine consort des Pays-Bas, grande-duchesse consort de Luxembourg (épouse de Guillaume II des Pays-Bas)
21. Alexandre des Pays-Bas (2 août 1818 - 20 février 1848), prince des Pays-Bas et d'Orange-Nassau  (fils de Guillaume II des Pays-Bas et d'Anna Pavlovna de Russie)
22. Henri d'Orange-Nassau (13 juin 1820 - 14 janvier 1879), prince des Pays-Bas et d'Orange-Nassau (fils de Guillaume II des Pays-Bas et d'Anna Pavlovna de Russie)
23. Amelia Gloria Augusta de Saxe-Weimar-Eisenach (20 mars 1830 - 1er mai 1872), princesse des Pays-Bas et d'Orange-Nassau (épouse d'Henri d'Orange-Nassau)
24. Ernest Casimir des Pays-Bas (21 mai 1822 - 22 octobre 1822), prince des Pays-Bas et d'Orange-Nassau (fils de Guillaume II des Pays-Bas et d'Anna Pavlovna de Russie)
25. Guillaume III des Pays-Bas (17 février 1817 - 23 novembre 1890), roi des Pays-Bas, grand-duc de Luxembourg (fils de Guillaume II des Pays-Bas et d'Anna Pavlovna de Russie)
26. Sophie de Wurtemberg (17 juin 1818 - 3 juin 1877), reine consort des Pays-Bas, grande-duchesse consort de Luxembourg (première épouse de Guillaume III des Pays-Bas)
27. Emma de Waldeck-Pyrmont (2 aout 1858 - 20 mars 1934), reine consort des Pays-Bas, grande-duchesse consort de Luxembourg (seconde épouse de Guillaume III des Pays-Bas)
28. Guillaume des Pays-Bas (4 septembre 1840 - 11 juin 1879), prince des Pays-Bas et d'Orange (fils de Guillaume III des Pays-Bas et de Sophie de Wurtemberg)
29. Maurice des Pays-Bas (15 septembre 1843 - 4 juin 1850, prince des Pays-Bas et d'Orange-Nassau) (fils de Guillaume III des Pays-Bas et de Sophie de Wurtemberg)
30. Alexandre des Pays-Bas (25 août 1851 - 21 juin 1884), prince des Pays-Bas et d'Orange (fils de Guillaume III des Pays-Bas et de Sophie de Wurtemberg)
31. Wilhelmine des Pays-Bas (31 août 1880 - 28 novembre 1962), reine des Pays-Bas (fille de Guillaume III des Pays-Bas et d'Emma de Waldeck-Pyrmont)
32. Henri de Mecklembourg-Schwerin, prince consort des Pays-Bas (19 avril 1876 - 3 juillet 1934) (époux de Wilhelmine des Pays-Bas)
33. Juliana des Pays-Bas (30 avril 1909 - 20 mars 2004), reine des Pays-Bas (fille de Wilhelmine des Pays-Bas et d'Henri de Mecklembourg-Schwerin)
34. Bernhard zur Lippe Biesterfeld (29 juin 1911 - 1er décembre 2004), prince consort des Pays-Bas (époux de Juliana des Pays-Bas)
35. Claus von Amsberg (6 septembre 1926 - 6 octobre 2002), prince consort des Pays-Bas (époux de Béatrix des Pays-Bas)

### Autres lieux d'inhumation
Seuls quelques membres de la maison d'Orange-Nassau n'ont pas été inhumés dans cette église, notamment 
- Guillaume III d'Orange-Nassau (1650-1702), arrière-petit-fils de Guillaume le Taciturne, stathouder de 1672 à 1702 et roi d'Angleterre de 1688 à 1702, enterré à Londres à l'abbaye de Westminster ;
- Jean Guillaume Friso d'Orange (1686-1711), inhumé à Leeuwarden, qui n'est pas un descendant en ligne directe de Guillaume le Taciturne et dont le titre de prince d'Orange a été l'objet de contestations.

D'autres membres de la famille de Nassau (ancêtres de Guillaume le Taciturne) sont inhumés dans la crypte royale de l'église Notre-Dame de Bréda.